# La Chambonie
La Chambonie là một xã trong tỉnh Loire miền trung nước Pháp.